# Gibberella avenacea
Gibberella avenacea (anamorf: Fusarium avenaceum) är en svampart som beskrevs av R.J. Cook 1967. Gibberella avenacea ingår i släktet Gibberella och familjen Nectriaceae. Inga underarter finns listade i Catalogue of Life.
Gibberella avenacea är en växtpatogen som orsakar bland annat axfusarios. Svampen producerar även ett flertal mykotoxiner.